# Psathyrotopsis
Psathyrotopsis là một chi thực vật có hoa trong họ Cúc (Asteraceae).

## Loài
Chi Psathyrotopsis gồm các loài: